# Crni lori
Crni lori (lat. Chalcopsitta atra) je vrsta papige iz roda Chalcopsitta, koja nastanjuje zapadni dio Nove Gvineje, te ima tri podvrste. Nastanjuje područja u kojima raste eukaliptus i kokosova palma

## Opis
Dug je oko 32 centimetra, srednje je veličine. Težak je 230-260 grama. Perje mu je gotovo cijelo crne boje, osim repa koji je bogat varijantama crvene i žute boje. Kljun mu je crne boje. Šarenica je narančasto-crvenkasta. Po vanjskom izgledu mužjaci i ženke su poprilično slični.
Hrani se nektarom i plodovima raznih biljaka. Gnijezdi se na visokim stablima. Ženka polaže dva jaja, a inkubacija najčešće traje 25 dana. Oba roditelja sudjeluju u odgoju ptića koji napuštaju gnijezdo nakon dva mjeseca.

## Taksonomija
Crni lori ima tri podvrste:
- Chalcopsitta atra atra, (Scopoli) 1786.
- Chalcopsitta atra bernsteini, Rosenberg, HKB 1861.
- Chalcopsitta atra insignis, Oustalet 1878.